# Against the Grain (Rory Gallagher)
Nel 1975 esce Against the Grain, il settimo album di Rory Gallagher, il quinto in studio.

## Il disco
Questo album viene pubblicato un anno dopo all'acclamatissimo Irish Tour e doveva servire a consolidare il successo del cantante/chitarrista irlandese nel mondo.
Il disco venne registrato con Albert King al Montreux Music Festival poco dopo aver ottenuto un contratto con la casa discografica Chrysalis Records.
Il contratto è la conferma che Rory sta vivendo un momento d'oro della sua carriera. Con Against the Grain si riconferma un grande interprete e il sodalizio con gli altri membri è più che consolidato e sembra essere destinato a non finire mai.
I quattro si intendono e si divertono. 
Da segnalare "All Around Man" scritta da Bo Carter dei Mississippi Sheiks, una band che Rory Gallagher ammirava molto e a cui dedicherà Photo-Finish.
Nella canzone "At The Bottom" Rory descrive lo scioglimento dei Taste, gruppo da cui si era separato 5 anni prima.
- Nel 1999 è stata pubblicata una versione rimasterizzata dell'album contenente 2 bonus tracks

## Tracce
1. Let Me In – 4:03
2. Cross Me Off Your List – 4:30
3. Ain't Too Good – 3:57
4. Souped-Up Ford – 6:32
5. Bought & Sold – 3:26
6. I Take What I Want – 4:23
7. Lost At Sea – 3:58
8. All Around Man – 5:55
9. Out On The Western Plain – 3:53
10. At The Bottom – 3:23
11. Cluney Blues (bonus track) – 2:13
12. My Baby, Sure (bonus track) – 2:55

## Formazione
- Rory Gallagher - chitarra, voce, armonica, sassofono, mandolino
- Gerry McAvoy - basso
- Lou Martin - tastiera, fisarmonica
- Rod de'Ath - batteria, percussioni